# Maybelle Blair
Maybelle Blair (Inglewood, 16 gennaio 1927) è un'ex giocatrice di baseball statunitense.

## Biografia
Nata a Inglewood, California, Blair era già un'ottima lanciatrice quando si unì al campionato del 1948 con le Peoria Redwings, anche se disputò una sola partita. L'anno successivo si trasferì a Chicago per giocare per le Chicago Cardinals in un campionato di softball professionistico. In seguito giocò per il club di softball Jax Girls di New Orleans.
Dopo la sua carriera sportiva, Blair ha frequentato il Compton Junior College in California e poi la Los Angeles School of Physiotherapy. Dopo la laurea, ha lavorato in un centro di cura a Los Angeles prima di lavorare per 37 anni presso la Northrop Corporation, dove ha iniziato come autista ed è poi diventata manager del trasporto autostradale. È stata una delle tre donne manager dell'azienda impiegate in quel periodo.
Dopo essere andata in pensione, Blair è diventata vicepresidente del Center for Extended Learning for Seniors (CELS), un fornitore di programmi di viaggi didattici per Elderhostel.
Blair è diventata anche una collaboratrice fondamentale in numerosi progetti dell'AAGPBL Players Association sin dalla sua fondazione nel 1982. Ha fatto parte del Consiglio di amministrazione e ha anche ricoperto la carica di presidente del comitato delle raccolte fondi.
L'associazione ha contribuito a rendere nota la storia dell'AAGPBL ed è stata in gran parte responsabile dell'apertura di un'esposizione permanente chiamata Women in Baseball, inaugurata nel 1988 nel Baseball Hall of Fame and Museum per ricordare l'intera All-American Girls Professional Baseball League. Essa è stata poi espansa e rinominata Diamond Dreams nel 2006. 
Nel 2022, durante la presentazione di Ragazze vincenti - La serie al Tribeca Film Festival di New York, Blair si è dichiarata pubblicamente lesbica. Blair ha affermato che, prima di iniziare a far parte della AAGPBL, "pensavo di essere l'unica al mondo... Mi sono nascosta per 75, 85 anni e questa è in realtà, fondamentalmente, la prima volta che faccio coming out".